# Anchisaurus
Anchisaurus is een geslacht van uitgestorven herbivore dinosauriërs, behorend tot de Sauropodomorpha dat leefde tijdens het Vroeg-Jura in het gebied van de huidige Verenigde Staten van Amerika.
Oorspronkelijk benoemd als Megadactylus, kreeg het geslacht in 1885 zijn huidige naam Anchisaurus. Het geslacht is identiek aan Ammosaurus en de naam Anchisaurus heeft prioriteit.

## Vondst en naamgeving
In 1818 ontdekte Solomon Ellsworth jr, toen hij met buskruit grondwater probeerde te bereiken bij zijn boerderij te Ketch's Mills bij East Windsor in de Amerikaanse staat Connecticut, onder een laag zandsteen van vijf meter dikte vreemde beenderen. Hij schonk de botten aan professor Nathan Smith van het Medical Institution of Yale College. Smith meldde in 1820 de vondst in het American Journal of Science en overwoog of het om menselijke resten zou kunnen gaan maar zag geen aanwijzingen om tot vaststaande conclusies te komen. Vaak wordt het in populair-wetenschappelijke teksten zo voorgesteld of Smith uitgaande van een of ander voorwetenschappelijk wereldbeeld juist zonder twijfel de botten als menselijk identificeerde. Overigens werd er al in 1821 op gewezen dat een menselijke oorsprong uit te sluiten was gezien de aanwezigheid van staartwervels in het materiaal. De ontploffingen hadden slechts fragmenten overgelaten. Tegenwoordig wordt begrepen dat het hier ging om de eerste gedocumenteerde vondst van Mesozoïsche dinosauriërbotten in Noord-Amerika, nog eerder dan de benoeming van Megalosaurus en Iguanodon uit Engeland, hoewel daarvan al voor 1818 resten van waren opgegraven. In 1855 stelde professor Jeffries Wyman dat het om een reptiel ging dat aan de krokodilachtigen verwant was. Het specimen, YPM 2125, werd in 1912 door Richard Swann Lull aan Anchisaurus toegewezen. Het werd sindsdien vaak opgevoerd als eerste anchisaurusvondst maar in 2010 concludeerde Adam Yates dat het een andere, nog onbenoemde, soort betrof dan Anchisaurus polyzelus.
In 1855 vond William Smith in gelijkende omstandigheden, bij het met buskruit slaan van een put ten behoeve van een pompinrichting voor het grote arsenaal van de Springfield Armory te Springfield, Hampden County, Massachusetts, een skelet, specimen AM 41/109, in een laag van de Portlandformatie die dateert uit het Hettangien. In 1863 werd een beschrijving gegeven van de botten in een supplement van het werk van de grote ichnoloog Edward Hitchcock. Diens zoon Edward Hitchcock jr. vroeg hierna de Britse paleontoloog Richard Owen om advies of de vondst als een aparte soort benoemd moest worden. Die antwoordde daar positief op en suggereerde de geslachtsnaam Megadactylus, 'grote vinger', een verwijzing naar de enorme duim. In een appendix op het supplement benoemde Hitchcock jr. de typesoort Megadactylus polyzelus. De soortaanduiding betekent 'de veelgezochte' (much sought for) in het Oudgrieks. Dit is een verwijzing naar het feit dat de sporen al veel eerder bij Hitchcock bekend waren, maar het jarenlang niet lukte om er een dier bij te vinden. Ook AM 41/109 was in wezen in stukken geslagen.
In 1870 behandelde Edward Drinker Cope de vondst. Hij zag het dier als een lid van de Symphypoda, een toen gebruikte naam voor kleine carnivoren die dicht bij de vogels stonden. In 1877 was het professor Othniel Charles Marsh opgevallen dat de naam Megadactylus al bezet was door Megadactylus Fitzinger 1843, zelf een ondergeslacht voor het hagedissengeslacht Stellio. Hij gaf daarom in 1882 als vervangingsnaam Amphisaurus. Dit had de bedoelde betekenis van 'bijna-sauriër' en was een verwijzing naar de vermeende status als overgangsvorm naar latere carnivore vormen. In 1885 begreep Marsh dat ook die naam al bezet was, door de anthracosauriër Amphisaurus, Barkas 1870, en gaf opnieuw een vervangingsnaam, Anchisaurus, met dezelfde betekenis als de vorige. De typesoort blijft Megadactylus polyzelus, de combinatio nova wordt Anchisaurus polyzelus.
Intussen waren veel betere exemplaren gevonden. In 1884 werden bij South Manchester, Connecticut, bruggen aangelegd over de Hop Creek. Daartoe zaagde men, een mijl ten noorden van het station van Buckland, blokken bruine zandsteen uit een rotswand in de buurt van de werkzaamheden. Op 20 oktober zag een plaatselijke amateurpaleontoloog, Charles H. Owen, dat er een blok verwijderd werd met duidelijk zichtbaar de achterkant van een skelet erin. Owen waarschuwde Marsh die niet ver daarvandaan in Yale zijn leerstoel had. Met bemiddeling van T.A. Bostwick werd het blok verworven van de aannemer, Charles O. Wolcott. Het kreeg uiteindelijk het nummer YPM 208. Het voorste deel van het skelet bleek al gebruikt te zijn in een pijler van een brug over de Bigelow Brook. Toen die brug gesloopt werd, stelde John Ostrom het blok in augustus 1969 alsnog veilig. Wolcott beloofde verdere vondsten apart te houden. In een laag zandsteen van tachtig centimeter dikte waren fossielen aanwezig. Zes meter ten zuiden van de eerste vondst was in de rotswand een skelet zichtbaar. Het blok werd geborgen en kreeg het nummer YPM 1883. Een stuk van het blok met de schedel erin werd in Yale afgesplitst en werd zo specimen YPM 40313. Nog eens vijf meter zuidelijker werd in twee blokken een derde skelet aangetroffen, specimen YPM 209. De laatste twee exemplaren werden overigens pas in 1891 naar Yale afgevoerd. Ze vertegenwoordigden indertijd het meest complete materiaal dat van een basale sauropodomorf bekend was. Op 24 september 1894 vond Marsh zelf tijdens een bezoek aan de groeve nog een lange rib, van een groot exemplaar. Al de vondsten bij Manchester stammen uit de Portlandformatie, uit een laag daterend uit het Hettangien - Sinemurien, ongeveer tweehonderd miljoen jaar oud.
Marsh stond erom bekend dat hij voor zowat ieder goed skelet een aparte soort benoemde en ook nu liet hij zich niet onbetuigd. In 1889 benoemde hij voor specimen YPM 208 de soort Anchisaurus major, de 'grotere'. In 1891 maakte hij hier zelfs een part geslacht Ammosaurus van, de 'zandsauriër' genaamde naar de zandsteen, met als soort Ammosaurus major. In dezelfde publicatie benoemde hij specimen YPM 1883 als de soort Anchisaurus colurus, de 'gemangelde'. In 1892 werd YPM 209 Anchisaurus solus, de 'enige'. In 1893 liet Marsh in het Yale Peabody Museum een skelet van Anchisaurus opstellen, de eerste opstelling ter wereld van een basale sauropodomorf.
De skeletten bij Springfield en Manchester zouden nog eens twee namen opleveren. Friedrich von Huene hernoemde in 1914 Anchisaurus polyzelus in Thecodontosaurus polyzelus en in 1932 Anchisaurus colurus in een Yaleosaurus colurus. Dat laatste jaar maakte hij ook een Ammosaurus solus  van Anchisaurus solus. In 1939 bevestigde Oskar Kuhn dit.
In 1976 publiceerde Peter Malcolm Galton een moderne beschrijving van het materiaal. Hij was de eerste die de fossielen in de twintigste eeuw daadwerkelijk gedetailleerd had onderzocht. Ze waren toen nog steeds niet uit het moedergesteente vrijgemaakt. Galton concludeerde dat Anchisaurus niet aan Thecodontosaurus identiek was. Anchisaurus colurus was volgens hem een jonger synoniem van Anchisaurus polyzelus. Ammosaurus major zou biologisch een andere soort zijn dan Anchisaurus polyzelus, zoals zou blijken uit de bredere voet. Anchisaurus solus zou een jonger synoniem zijn van Ammosaurus major en YPM 209 een kleiner exemplaar van die soort.
Eerder dat jaar had Galton een nieuwe anchisaurussoort gepubliceerd door Gyposaurus capensis te hernoemen tot Anchisaurus capensis. In 1992 hernoemde Dong Zhiming Gyposaurus sinensis in een Anchisaurus sinensis aangezien Gyposaurus als een jonger synoniem werd gezien van Massospondylus.
In 2015 maakte de ICZN het holotype van A. colurus het neotype van A. polyzelus zodat beide taxa formeel samenvielen.

## Fylogenie
Marsh benoemde in 1882 voor Amphisaurus een Amphisauridae. In 1885 maakte hij daar een Anchisauridae van. Von Huene benoemde in 1914 een Ammosauridae.

## Levenswijze
In 2021 stelde een studie dat de schedel van Anchisaurus liet zien dat de typische vormen bij basale sauropodomorfen was veroorzaakt door heterochronie: verschillen in het tempo van rijping tussen de schedelelementen.